# Nicolas Charette
Pour les articles homonymes, voir Charette.
 (juillet 2016).
Nicolas Charette, né à Montréal en 1980, est un écrivain québécois.

## Biographie
Nicolas Charette enseigne la littérature au College Champlain à Saint-Lambert. Il vit à Montréal. Il a déjà fait paraître, aux Éditions du Boréal, un recueil de nouvelles, Jour de chance, en 2009. Chambres noires est son premier roman.

## Œuvres
- Jour de chance, recueil de nouvelles, Montréal, (Québec), Canada, Éditions du Boréal, 224 p. 2009  (ISBN 978-2-7646-0642-1)
- Chambres noires, roman, Montréal, (Québec), Canada, Éditions du Boréal, 160 p. 2009  (ISBN 978-2-7646-2179-0)